# Halectinosoma cooperatum
Halectinosoma cooperatum är en kräftdjursart som beskrevs av Bodin Bodiu och Soyer 1970. Halectinosoma cooperatum ingår i släktet Halectinosoma och familjen Ectinosomatidae. Inga underarter finns listade i Catalogue of Life.